# Krakamarken
 Der er for få eller ingen kildehenvisninger i denne artikel, hvilket er et problem. Du kan hjælpe ved at angive troværdige kilder til de påstande, som fremføres i artiklen.

Krakamarken er en naturskulpturpark for land art på Brusgårdsvej syd for Randers.
Naturskulpturparken, der var Danmarks første af sin art, åbnede i 1992 og lukkede i 1999. I 2022 blev Foreningen Krakamarken stiftet med det formål at genrejse og udvikle Krakamarken, der således blev genindviet 6. november 2022 med en kunstarkæologisk vandring, som Krakamarkens stifter og idemand, Jørn Rønnau gik i spidsen for.
Krakamarken blev anlagt af Randers Kommune på et 27 hektar stort område ved Brusgård på initiativ af kunstneren Jørn Rønnau. Over tre symposier i årene 1992-1995 opførte 29 kunstnere fra ni lande kunstværker i organiske materialer som jord og træ. Materialer, som siden forandredes af klimaets påvirkning og til sidst forfaldt.
Krakamarken blev i 1999 lukket som skulpturpark - men rundt i den gamle kunstparks blanding af overdrev, vådområder og mindre træbevoksninger vil man stadig kunne opleve nogle af skulpturerne og rester efter andre.
Krakamarken var et eksperimentarium for kunstnere, der arbejdede med kunst skabt til stedet af naturens råmaterialer. Materialer som jord, sten, træ, vand, ler og sand, og levende organismer som græs, planter og træer, der forholdt sig til naturens kræfter, vinden, regnen, solen og tiden, vækst og forfald.
Og netop disse elementer er fortsat drivkraften i Krakamarkens fremtidige liv og virke.
Visionen for den genindviede Krakamarken er, at der skal etableres nye naturkunstværker, og at stedet skal fungere som naturkunstpark og et sted for fordybelse.
Publikum har gratis adgang til Krakamarken fra solopgang til solnedgang.
Om navnet
Krakamarken har sit navn efter Kraka, en prinsesse fra den nordiske mytologi. For at få foretræde for vikingekongen Regnar Lodbrog, skulle hun løse den tilsyneladende umulige gåde, at møde uden klæder og dog ikke nøgen; hun måtte ikke have spist, og dog ikke være fastende, og hun skulle komme uden ledsager, og dog ikke alene. Ved at indhylle sig i sit hår og et fiskenet, bide i et løg og have en hund som ledsager løste hun opgaven…
Ganske som kunstnerne på Krakamarken finder - og viser - nye oplevelser fra det ukendte grænseland mellem kunst og natur.